# دار ذي الصيدي (المخادر)

تعديل مصدري - تعديل

دار ذي الصيدي محلة تابعة لقرية صاران، التابعة لعزلة الصفي بمديرية المخادر إحدى مديريات محافظة إب في الجمهورية اليمنية، بلغ تعداد سكانها 41 حسب تعداد اليمن لعام 2004.